# Grotta del Bue Marino
Die Grotta del Bue Marino ist ein Höhlensystem am Fuß des Supramonte im Golfo di Orosei. Bis in die 1980er Jahre lebte hier die Mönchsrobbe (italienisch Bue Marino), nach der die Höhle benannt ist.

## Beschreibung
Die Höhle besteht aus zwei Teilen:
Der südliche Teil ist eine aktive Wasserhöhle, er besteht aus einem großen Tunnel, in den das Meerwasser eindringt und der zahlreiche, von unterirdischen Flüssen gespeiste, kleine Süßwasserseen aufweist. Es gibt hier zahlreiche Konkretionen. Etwa 900 Meter davon können besichtigt werden, es gibt Stege und elektrische Beleuchtung. Das in die Höhle eindringende Licht beleuchtet die zahlreichen Stalaktiten und Stalagmiten in wechselndem Farbenspiel.
Der nördliche Teil ist geologisch nicht mehr aktiv, aber nicht minder interessant. Dieser Zweig, der infolge massiver Schäden durch den Tourismus der 60er/70er Jahre lange gesperrt war, ist seit 2012 wieder im Rahmen von Führungen zu besichtigen. Die Nordgrotte wird nicht durch Boote angefahren und kann nur zu Fuß über einen Pfad von Cala Fuili aus erreicht werden.
Rund 5 km der Tropfsteinhöhlen sind bereits erforscht.
In der Höhle gibt es einige Felsritzzeichnungen aus dem Neolithikum, Darstellungen tanzender Menschen, vermutlich wurde die Höhle für Rituale genutzt.

## Anfahrt
- Die Grotta del Bue Marino (Südzweig) ist mit dem Boot erreichbar. Bootstouren werden vom Ferienort Cala Gonone aus angeboten.
- Die Grotta del Bue Marino (Nordzweig) ist nur zu Fuß erreichbar. Die Straße, die von Cala Gonone aus entlang der Küste nach Süden führt, endet kurz vor der Badebucht Cala Fuili ein paar hundert Meter vor der Grotte in einer Sackgasse. Nach einem kurzen Treppenweg, der steil hinunter zur Badebucht führt, weist ein kleines Hinweisschild den Weg zum Nordteil der Grotte (ca. 40 Minuten Fußmarsch). Einen Fußweg zum Südzweig gibt es nicht.

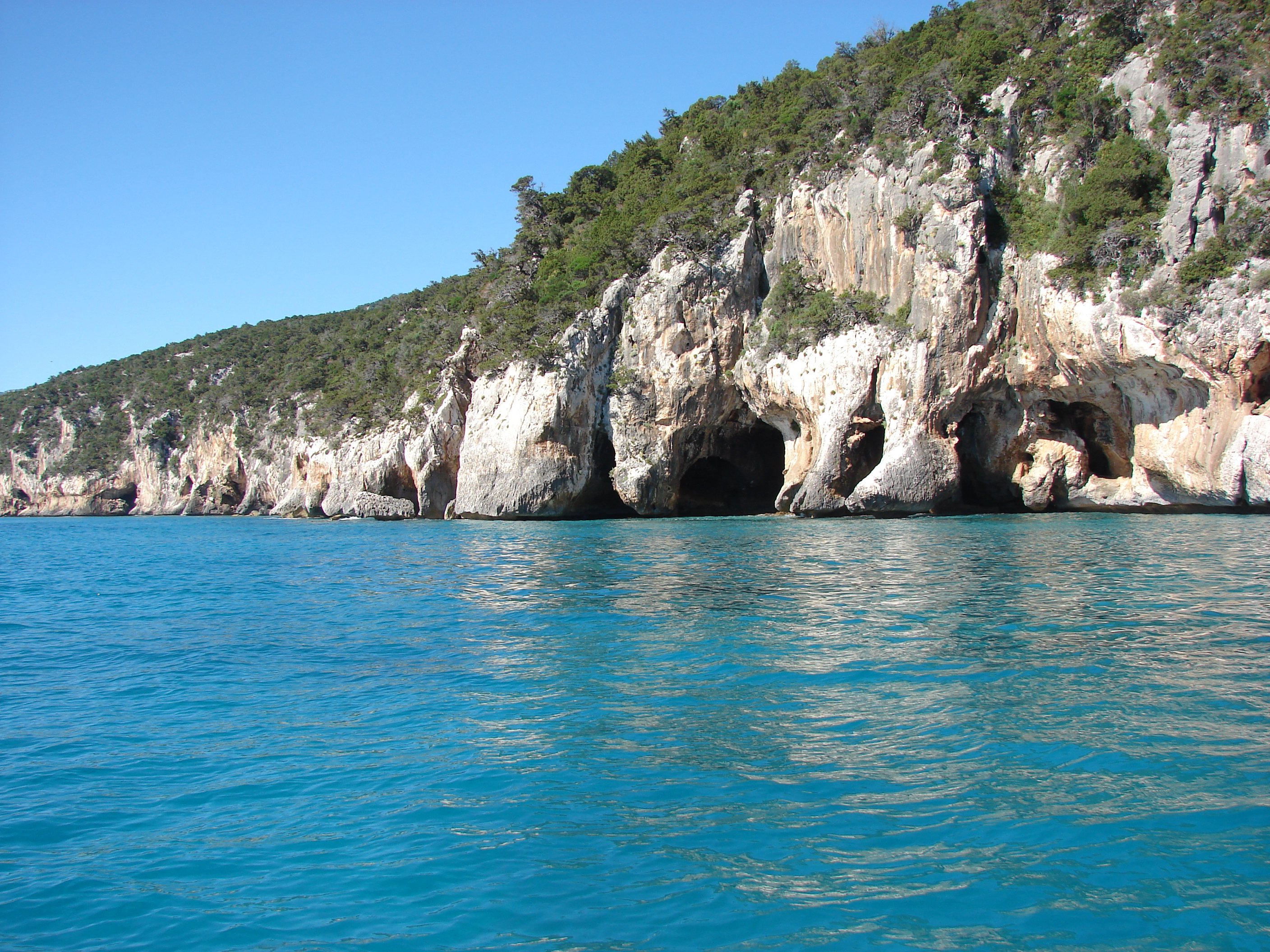
Die Höhlen vom Meer
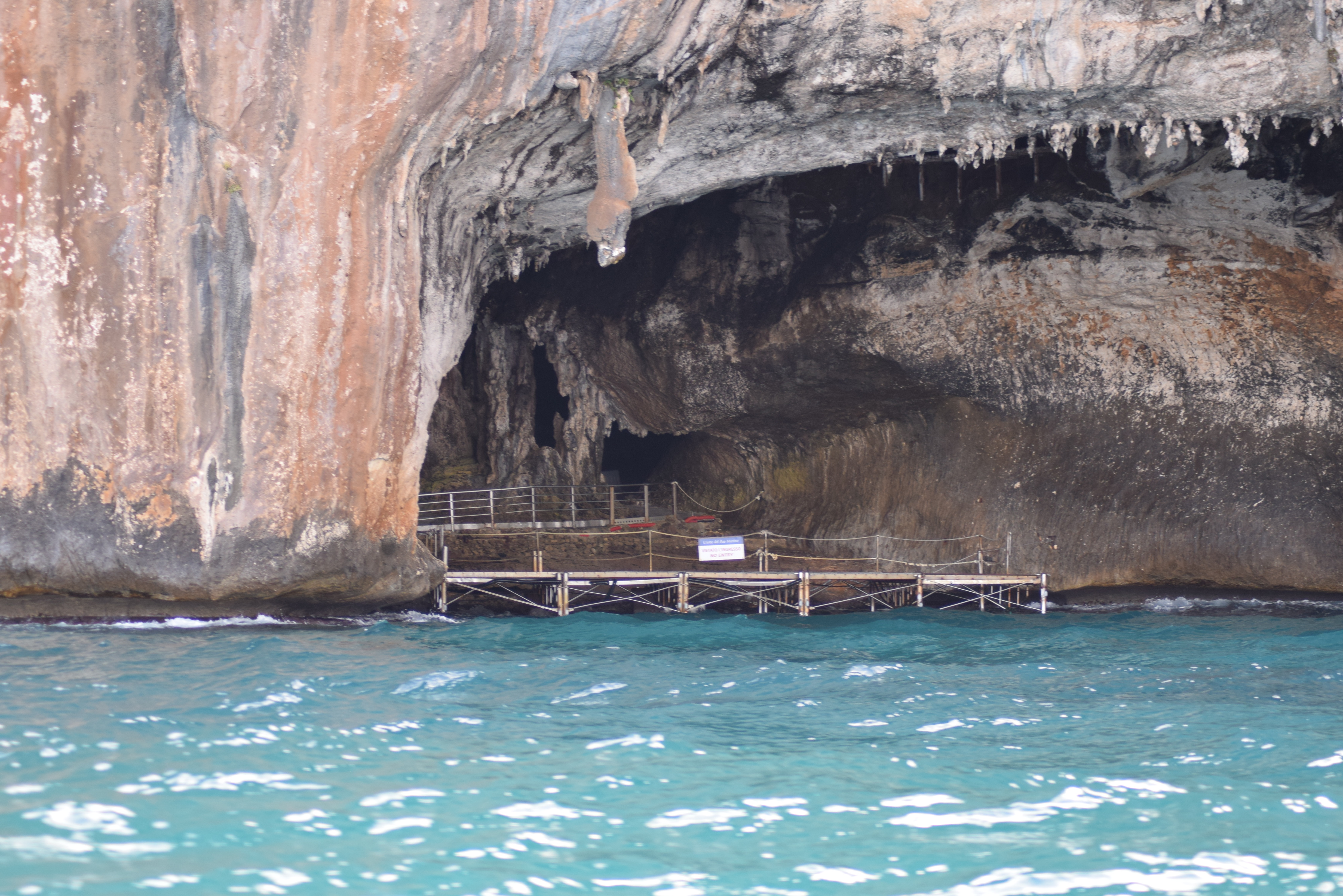
Die Höhle vom Meer aus